# 琺瑯

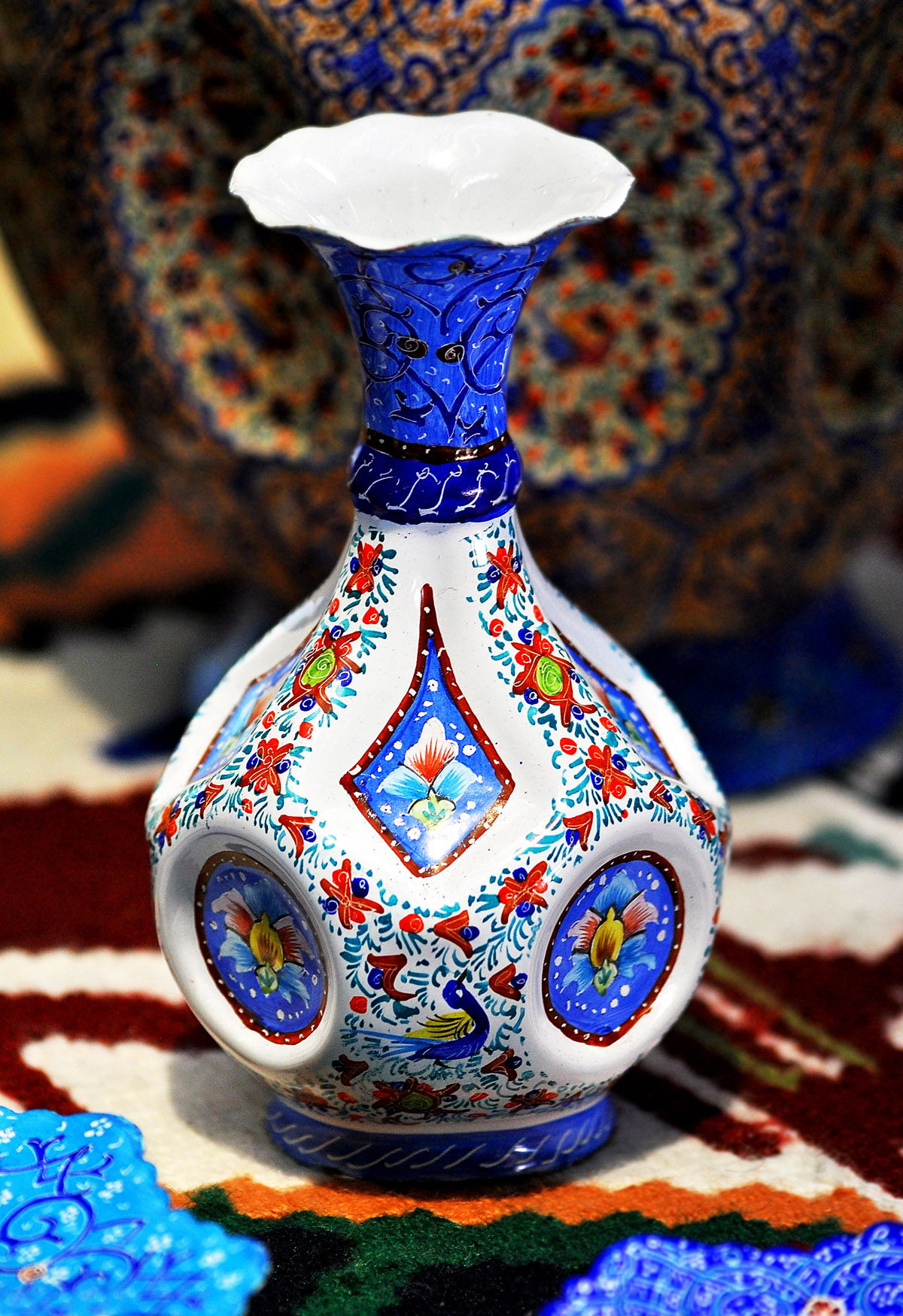
琺瑯製の壺

琺瑯（ほうろう）は、鉄、アルミニウムなどの金属材料表面にシリカ（二酸化ケイ素）を主成分とするガラス質の釉薬を高温で焼き付けたもの。難解な漢字のため「ホーロー」と表記されることが多い。英語では Enamel（エナメル）。「琺」は釉薬、「瑯」は金属や玉が触れ合う音、また美しい石の意。
（金属材料由来の）機械的耐久性と（ガラス質由来の）化学的耐久性をあわせ持ち、食器、調理器具、浴槽などの家庭用品や、屋外広告看板、道路標識、鉄道設備用品、ホワイトボード、化学反応容器、時計文字盤などに用いられる。工芸品の琺瑯は七宝と呼ばれ、素地には主に銅、銀、金などが使われる。
その歴史は古く、紀元前1425年ごろに製作されたと推測される世界最古の琺瑯製品とおぼしき加工品がミコノス島で発見されている。また、ツタンカーメンの黄金のマスクの表面には琺瑯加工が施されている。

## 特徴

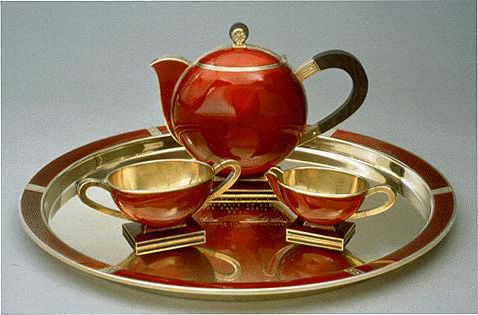
琺瑯製のティーセット

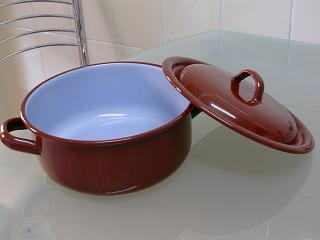
琺瑯製の鍋

### 利点
- 表面に雑菌が繁殖しづらく、化学変化を起こさないので食材の味や風味を変化させにくい。
- においの強い食材を入れても、においが移りにくい。
- 酸や塩分の高い食材に強い。
- 中身が金属のため熱伝導率が良く、放熱性に優れている。
- 熱に強く、直火、オーブンでの使用が可能。
- 耐久性に優れており、また、環境ホルモンなどをほとんど出さない。

### 欠点
- 製造時に釉薬が掛かり切らなかった部分や、使い込んで釉薬が欠けた部分が、水分や塩分に長期間晒されると、さびが生じる場合が多い。
- 中身が金属であるため、一般的な琺瑯製品は電子レンジで使用できない。
- 陶磁器ほどではないが、耐衝撃など取り扱いに慎重さが要求される。
- 熱に強いが、急な温度変化には陶磁器同様の扱いが要求される。